# Iracionalizam
Iracionalizam je epistemološki pravac, filozofsko učenje prema kom se stvarnost ne može spoznati razumom, odnosno prema kom svet nije racionalan.
Glavni predstavnici ovog pravca su Artur Šopenhauer, Fridrih Niče i Anri Bergson.
Iz iracionalizma izvedeni su simbolizam i egzistencijalizam.